# Агент 117: Місія в Ріо
«Агент 117: Місія в Ріо» (фр. OSS 117: Rio ne répond plus, дослівно «Агент 117: Ріо більше не відповідає») — французька шпигунська кінопародія режисера і сценариста Мішеля Азанавічуса, що вийшла 2009 року. Стрічка є продовженням фільму «Агент 117: Каїр — шпигунське гніздо» (2006). У головних ролях Жан Дюжарден, Луїз Моно, Алекс Лутц.
Вперше фільм продемонстрували 15 квітня 2009 року у Франції, а в Україні у широкому кінопрокаті показ фільму не відбувався.

## Сюжет
Агенту 117 Юберу Боніссеру де Ля Бату французьке керівництво доручає нове завдання: потрібно завести 50 тис. франків професору фон Ціммелю, нацисту, який тепер переховується у Південній Америці, і отримати список симпатиків нацистів у Франції.

## У ролях
| Актор          | Персонаж                | Роль                     |
| -------------- | ----------------------- | ------------------------ |
| Жан Дюжарден   | Юбер Боніссер де Ля Бат | Агент 117                |
| Луїз Моно      | Долорес Кулешов         | полковниця армії Ізраїля |
| Алекс Лутц     | Генріх фон Ціммель      |                          |
| Рюдіґер Фоґлєр | фон Ціммель             | нацистський професор     |
| П'єр Бельмар   | Лесіґнак                | куратор Юбера            |

## Знімальна група
- Кінорежисер — Мішель Азанавічус
- Сценарист — Мішель Азанавічус і Жан-Франсуа Аліс
- Кінопродюсери — Ерік і Ніколя Альтмаєри
- Композитор — Людовік Бурс
- Кінооператор — Ґійом Шифман
- Кіномонтаж — Рейнальд Бертран
- Підбір акторів — Стефан Тоту
- Художник-постановник — Маамар Ех-Шейх[4].

## Сприйняття

### Оцінки
Фільм отримав здебільшого схвальні відгуки: Rotten Tomatoes дав оцінку 78 % на основі 50 відгуків від критиків (середня оцінка 6,2/10) і 63 % від глядачів зі середньою оцінкою 3,5/5 (3 895 голосів). Загалом на сайті фільми має схвальний рейтинг, фільму зарахований «стиглий помідор» від кінокритиків і «попкорн» від глядачів, Internet Movie Database — 6,9/10 (9 252 голоси), Metacritic — 58/100 (19 відгуків критиків) і 7,0/10 від глядачів (5 голосів). Загалом на цьому ресурсі від критиків фільм отримав змішані відгуки, а від глядачів — схвальні.

### Касові збори
Під час показу у Франції, що розпочався 15 квітня 2009 року, на фільм було продано 2 520 877 квитків, стрічка зібрала у прокаті у США 21 923 692 долари США при бюджеті 23 млн Євро.

### Виноски
1. 1 2  OSS 117: Rio ne répond plus: Release Info (англ.). Internet Movie Database. Процитовано 1 березня 2016.
2. 1 2 3  OSS 117: Rio ne répond plus (англ.). JP's Box-Office. Архів оригіналу за 11 квітня 2010. Процитовано 1 березня 2016.
3. ↑  OSS 117: Rio Ne Répond Plus (2009) (англ.). AllMovie. Архів оригіналу за 28 вересня 2019. Процитовано 1 березня 2016.
4. ↑  OSS 117: Rio ne répond plus: Full Cast & Crew (англ.). Internet Movie Database. Архів оригіналу за 5 січня 2022. Процитовано 1 березня 2016.
5. ↑  OSS 117: Rio ne répond plus (Lost in Rio) (англ.). Rotten Tomatoes. Архів оригіналу за 13 березня 2016. Процитовано 1 березня 2016.
6. ↑  OSS 117: Rio ne répond plus (англ.). Internet Movie Database. Архів оригіналу за 5 березня 2016. Процитовано 1 березня 2016.
7. ↑  OSS 117 - Lost in Rio (англ.). Metacritic. Архів оригіналу за 3 грудня 2016. Процитовано 1 березня 2016.